# Tostacaffè

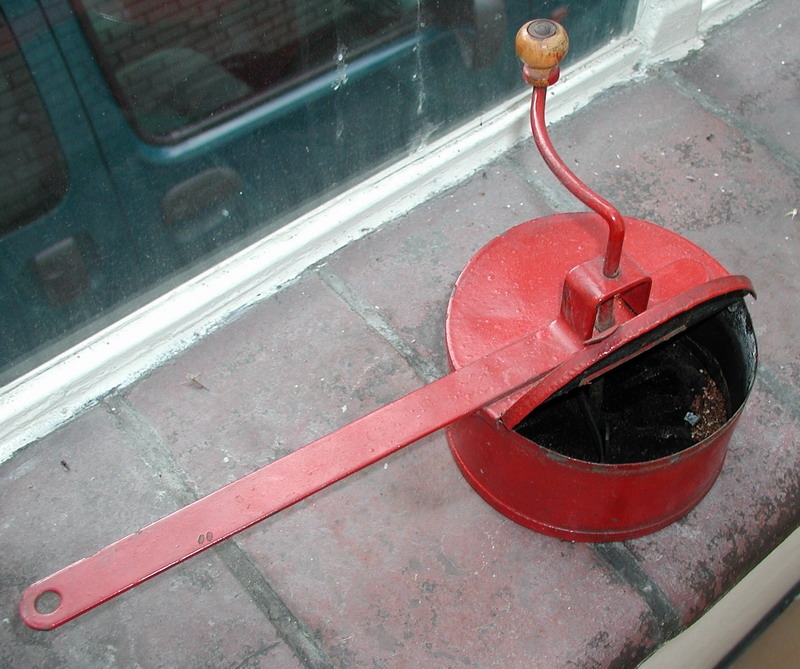
Tostacaffè

Il tostacaffè è un utensile usato in passato per la torrefazione domestica del caffè. È composto da un'asta di metallo con ad un'estremità un barattolo in ferro forato, dove viene inserito il caffè per la tostatura. L'altra estremità dell'asta è realizzata in legno in modo tale che non ci si scotti.

## Termini dialettali
- Vrunnillu (Fonni, Sardegna)
- Tustin (Valtellina)